# Party Poison
«Party Poison» es una canción punk de la banda estadounidense My Chemical Romance, incluida como la octava pista de su cuarto álbum, Danger days: the true lives of the Fabulous Killjoys, publicado en 2010.
La inspiración del tema proviene de agrupaciones musicales protopunk como MC5 o The Stooges y, además, ha sido objeto de comparaciones con el sonido de otros grupos como The Hives. Posee riffs de guitarra, percusiones y cantos que destacan por su dureza. El vocalista Gerard Way ha dicho que la canción trata sobre «el poder del rock de la clase trabajadora contra el poder de la fama» y, por otro lado, la ha descrito también como «una canción festiva antifiestas», ya que en ella quisieron recordarle a la gente que «festejar es bueno, pero el trabajo duro es fantástico». Muestra de esto son las líneas «If we were all like you in the end / oh, we'd be killing ourselves by sleeping in», que están inspiradas en una composición de la banda Jawbreaker.
«Party Poison» fue uno de los temas escritos en las fases iniciales de composición del álbum, las cuales contaron con la producción de Brendan O'Brien. Si bien la mayor parte de ese material fue desechado, más tarde la banda retomó la canción para trabajarla junto al productor Rob Cavallo, de forma que fue incluida en la edición final del disco.
Las primeras interpretaciones en directo de la canción se realizaron en el local nocturno The Roxy de Los Ángeles (California) y en el festival Summer Sonic de Japón, conciertos hechos en 2009 y en los que también estrenaron «Kiss the ring» y «The drugs». El vocalista del grupo opinó en aquel año que «Party Poison» era «la canción más grandiosa» que jamás habían escrito.

## Composición y producción

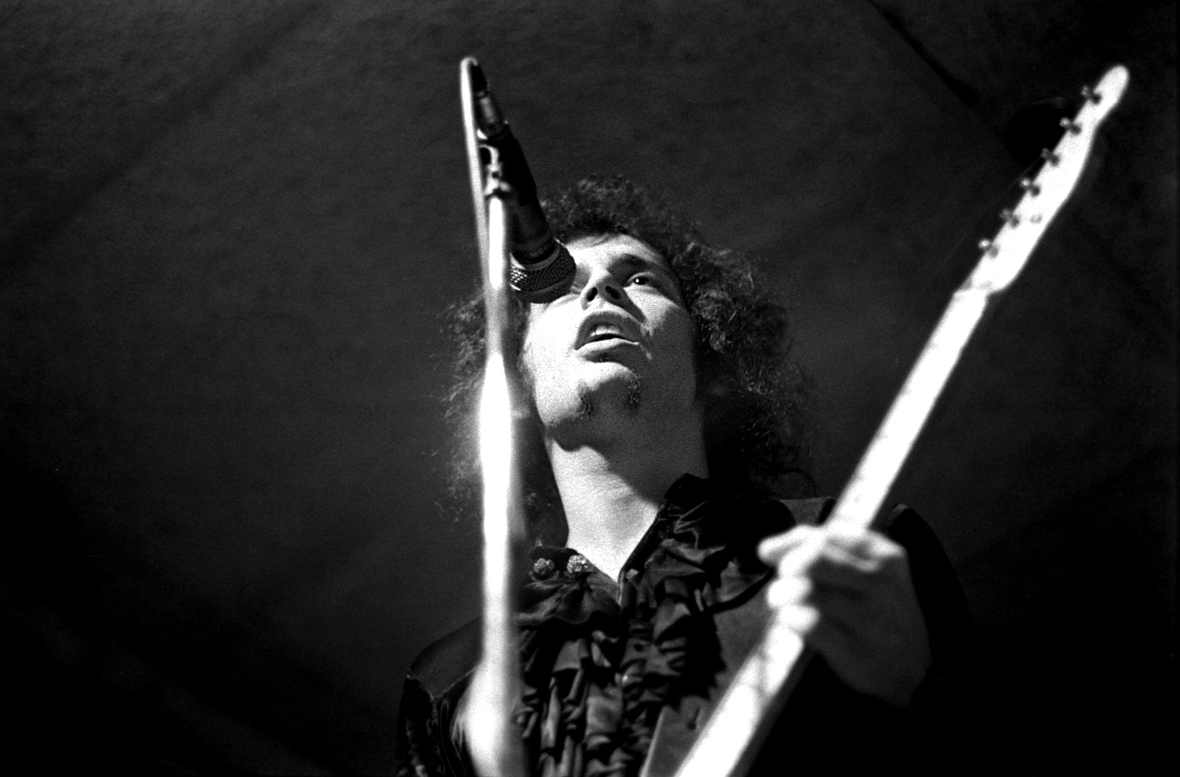
Wayne Kramer, guitarrista de la banda MC5 e intérprete de «Kick out the jams»

«Party Poison» (originalmente titulada «Death before disco») fue escrita en las primeras sesiones de composición para Danger days, e incluso fue una de las primeras creadas por la banda antes de que hicieran su viaje a Japón en agosto de 2009. De acuerdo al guitarrista Ray Toro, esta canción es «lo mejor de lo mejor» del estilo básico que estaban buscando en las primeras sesiones, y está alimentada por «el espíritu y la energía de MC5». De hecho, Gerard Way señaló que Wayne Kramer, líder de esta banda, para entonces se interesó en reunirse con My Chemical Romance, ocasión que aprovecharon para mostrarle algunas de las canciones que habían compuesto, dentro de las que se incluyó «Party Poison», en cuya letra hacen una referencia a MC5 y su canción «Kick out the jams». En ese momento, MC5 —a palabras de Way— resultaba «una enorme inspiración para el sonido del álbum». La revista Alternative Press remarca que otra influencia para la canción fue The Stooges, una banda estadounidense protopunk que, al igual que MC5, proviene de Detroit (Míchigan).
Toro comentó en noviembre de 2009 que estaba «muy feliz» con el resultado de la mezcla de la canción; aunque, alrededor de un año después, reveló que para su versión final decidieron retrabajarla un poco, con tal de hacerla sonar más fuerte y elevar la distorsión. El guitarrista, de hecho, en los comienzos de la posproducción del disco había dicho que el objetivo de la banda con la mezcla era hacer que las canciones sonaran fuerte, y luego hacerlas sonar más fuerte aún.
A pesar de que My Chemical Romance desechó la mayor parte del álbum que habían grabado bajo la producción de Brendan O'Brien (que años después sería publicada bajo el título Conventional weapons como álbum de descartes), «Party Poison» fue una de las canciones rescatadas e incluidas en la edición final del cuarto disco, Danger days (2010), tras retrabajar en ella junto al productor Rob Cavallo.

## Contenido

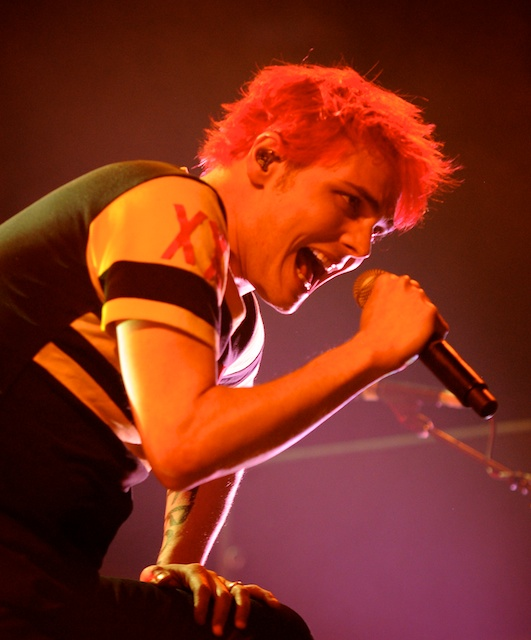
Gerard Way, vocalista de la banda, recibe en Danger days el alias Party Poison.

Way ha manifestado que tanto el título original de la canción como otros aspectos de esta se sentían «antiguos», y que en lugar de este prefirió usar la expresión Party poison porque sentía que era algo nuevo, que no existía. En un principio, Party Poison era como llamaron a la pistola láser amarilla que Gerard Way usa en los videoclips del álbum, pero luego los nombres de las pistolas, según ha comentado, comenzaron a utilizarlos como los nombres de los personajes, a pesar de que sostiene que en las canciones no están contando historias.
La séptima pista del disco, llamada «Jet-Star and the Kobra Kid/Traffic report», es una supuesta transmisión radial que informa de la muerte de dos de los personajes de Danger days; Way ha señalado que querían que esta pista apareciera pronto entre las canciones porque querían hacer un último reporte antes del cierre, y porque desde ese punto el álbum es como «un viaje fantástico» que tiene su inicio en la siguiente canción, la cual es «Party Poison». La versión de la canción que fue incluida en el álbum contiene en algunas partes la voz de una mujer japonesa llamada Airi Isoda, lo cual permitió que la canción —en opinión del cantante— se sintiera «futurista y nueva». Isoda es también la mujer de la corporación ficticia Better Living Industries que actúa en los videoclips del álbum.
La revista Spin describe a «Party Poison» como «la canción de punk más directo en Danger days: riffs de guitarra que parecen sierras, golpes de batería estruendosos y con Way aullando sobre el estribillo», mientras que Alternative Press se refiere a ella como «un momento de desenfreno protopunk». El sitio web Spinner, por su parte, dice que es una canción «punk bailable, de fiesta, que comienza con un estilo de “Living after midnight” de Judas Priest y da paso a una letra que saluda a The Stooges, Velvet Underground y MC5».
Respecto del contenido de la letra, Gerard Way ha declarado que «trae de vuelta, en lo lírico, un poco de esa maravillosa ficción del primer álbum» y que «es verdaderamente sobre el poder del rock de la clase trabajadora contra el poder de la fama. Es el rock de la clase trabajadora contra los putos bolsos Chanel, las alfombras rojas y toda esa mierda». Ha comentado que: «Hay una clara tendencia oculta de la fama contra la clase trabajadora, gente que obtiene cosas sin nada de talento contra chicos de la clase trabajadora que inician una banda. El rocanrol no se trata de alfombras rojas o amigos en Myspace; el rocanrol es peligroso, y debería enojar a la gente». Al respecto, también ha dicho: «[La clase trabajadora] es donde nosotros comenzamos, y es en donde vagamos por un buen momento. […] Así que estamos trabajando duro para rememorar cómo era todo [antes]».
Way ha señalado que la frase «If we were all like you in the end / oh, we'd be killing ourselves by sleeping in» (en español: «Si todos estuviéramos como tú al final / oh, estaríamos matándonos a nosotros mismos por quedarnos durmiendo») proviene de la canción «Save your generation», incluida en el álbum Dear you (1995) de la banda punk Jawbreaker, y que siempre ha amado esa frase de «Save your generation» porque «es muy cierta: cuando yo era un veinteañero estaba haciendo justamente eso, tenía amigos haciendo justamente eso, y te puedes matar a ti mismo por quedarte durmiendo y no hacer nada». Asimismo, ha expresado que «es en realidad la canción antifiestas del álbum, pero aun así necesitaba estar en él. [...] Quisimos recordarle a la gente que festejar es bueno, pero que el trabajo duro es fantástico, crear arte es fantástico y llegar a lograr cualquier cosa es fantástico». El cantante también ha definido a «Party Poison» como «una canción festiva antifiestas».

## Promoción

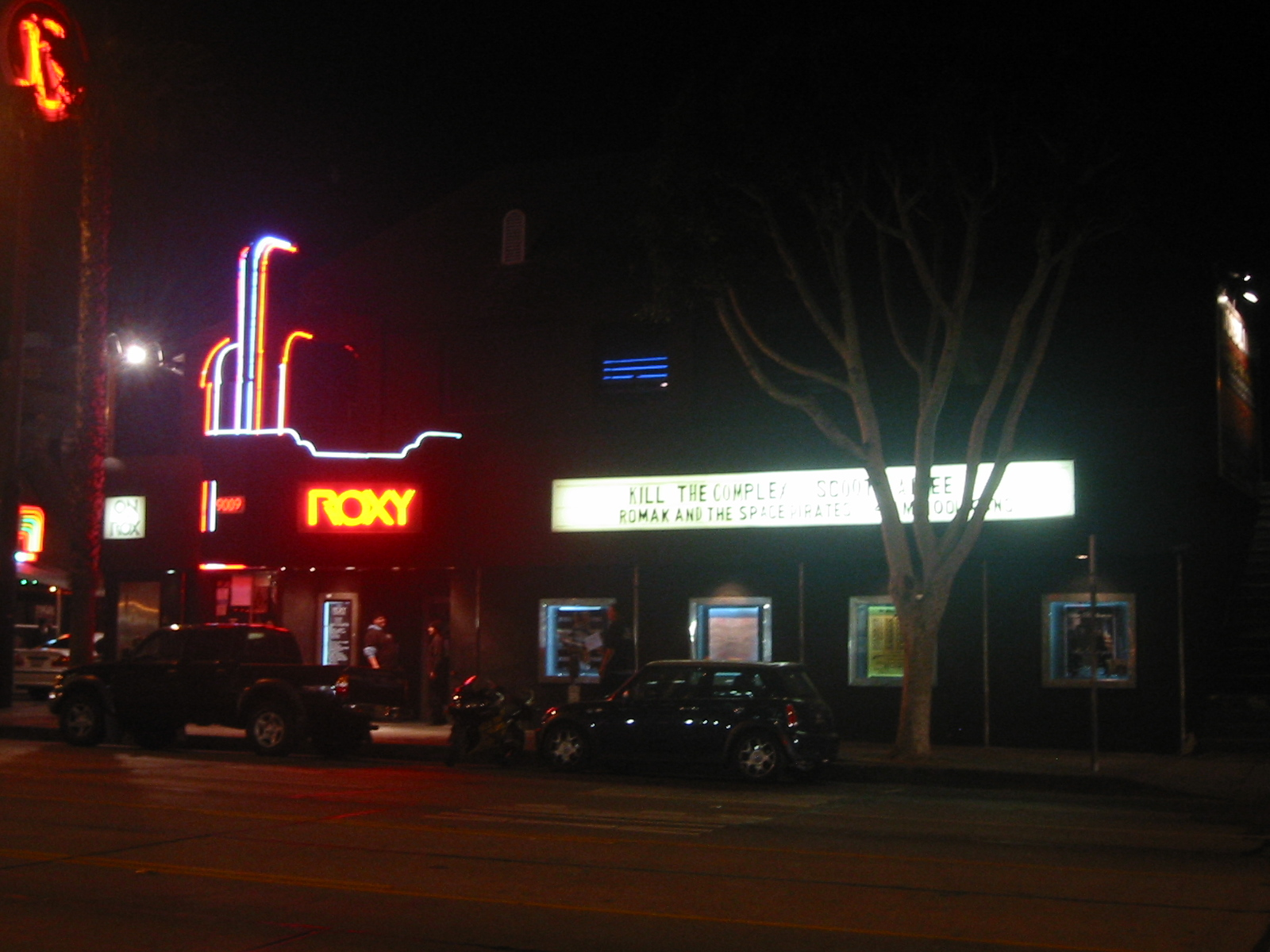
Local nocturno The Roxy, en Los Ángeles (California)

El vocalista del grupo, durante una etapa temprana en la composición del álbum, manifestó que era una canción destacada entre las demás. En una entrevista de julio de 2009 con la revista Rolling Stone, comentó que la canción presenta un sonido completamente diferente para la banda y que, en cuanto a la letra, es un retorno a la ficción de su primer álbum. También señaló que «Party Poison» era «la canción más grandiosa» que jamás habían escrito y que era su canción favorita de My Chemical Romance. Además, comparó este tema con una conocida canción del estadounidense Bruce Springsteen: «Creo que hemos escrito nuestra propia “Born to run”, y estoy muy entusiasmado por eso».
Las primeras interpretaciones en directo de la canción se realizaron en el local nocturno The Roxy de Los Ángeles (desde el 31 de julio de 2009) y en el festival Summer Sonic de Japón. A raíz de esto, es posible encontrar en internet filmaciones de la banda tocando «Party Poison» en vivo, bajo su título original «Death before disco». En los conciertos hechos en The Roxy también se estrenaron otras dos canciones: «Kiss the ring» y «The drugs», aunque estas finalmente no formaron parte del cuarto álbum.

## Recepción de la crítica
Chris Carle de IGN comparó algunas canciones de Danger days con otras bandas, y dijo que «el riff de “Party Poison” tiene una sensación que recuerda a The Stooges [...]. Pero nunca se siente como si los tipos estuvieran plagiando a nadie: todo esto se siente como un tributo a la música rock dura y de buena calidad». Peter Gaston, de la revista Spin, antes de la publicación de la canción (en diciembre de 2009) señalaba que esta constituía «una aproximación al protopunk con un estilo similar a The Hives», mientras que ya cerca de la publicación del álbum, Dan Martin de NME puntualizó (en septiembre de 2010) que su versión final «es menos hivesiana y más espeluznante», y da como ejemplo las líneas «This ain’t a party / get off the dancefloor / you wanna get down / [here comes the] gang war». Ben Patashnik de la revista Rock Sound hace la comparación de que «los chorros y gluglús electrónicos que dan inicio a “SING” no podrían ser más desechados en las guitarras afiladas de “Party Poison” o en los tintes de The Cure de “Summertime”, pero Way y su poder vocal al máximo hacen que todo se una por medio de la típica energía de MCR». Channing Freeman, del sitio web Sputnikmusic, por su parte, dice que «Party Poison» es «horrorosa», que las frases del estribillo riman pero no se conectan entre sí y que «My Chemical Romance encontraron a la chica asiática más desagradable que pudieron y le dijeron que gritara de manera chillona en el micrófono».